# Tân An, Vĩnh Long
Tân An là một xã thuộc tỉnh Vĩnh Long, Việt Nam.

## Địa lý
Xã Tân An có vị trí địa lý:
- Phía đông giáp xã Song Lộc.
- Phía tây giáp xã Tam Ngãi và Cầu Kè.
- Phía nam giáp các xã Phong Thạnh, Tiểu Cần và Tập Ngãi.
- Phía bắc giáp xã An Trường và Bình Phú.

Xã Tân An có diện tích 57,25 km², dân số năm 2025 là 33.013 người, mật độ dân số đạt 576 người/km².

## Hành chính
Xã Tân An được chia thành 8 ấp: Cả Chương, Đại An, Long Hội, Nhà Thờ, Tân An Chợ, Tân Tiến, Tân Trung, Trà Ốp.

## Lịch sử
Sau năm 1975, Tân An là một xã thuộc huyện Càng Long.
Ngày 3 tháng 10 năm 1996, Chính phủ ban hành Nghị định 57/1996/NĐ-CP về việc thành lập xã Tân Bình trên cơ sở điều chỉnh một phần diện tích và dân số của xã Tân An.
Ngày 28 tháng 9 năm 2023, UBND tỉnh Trà Vinh ban hành Quyết định số 1458/QĐ-UBND về việc công nhận đô thị Tân An đạt tiêu chí đô thị loại V.
Ngày 16 tháng 6 năm 2025, Ủy ban Thường vụ Quốc hội ban hành Nghị quyết số 1687/NQ-UBTVQH15 về việc sắp xếp các đơn vị hành chính cấp xã của tỉnh Vĩnh Long năm 2025. Theo đó, sắp xếp toàn bộ diện tích tự nhiên, quy mô dân số của xã Tân An và Huyền Hội thành xã mới có tên gọi là xã Tân An.
Sau khi sáp nhập, xã Tân An có 57,25 km² diện tích tự nhiên và dân số 33.013 người.

## Kinh tế - xã hội
Giá trị ngành Thương mại - dịch vụ 32,3 tỷ đạt 100,9% so kế hoạch (KH 32 tỷ), so cùng kỳ tăng 16,6%.
Tổng đầu tư toàn xã hội đạt 47,3 tỷ đạt 105% so kế hoạch (KH 45 tỷ), so cùng kỳ tăng 9,8%.
Tổng thu ngân sách tính đến ngày 31/12/2018 là 17.154.064.431 đồng:
- Thu ngoài dự toán: 11.948.195.574 đồng
- Thu trong dự toán 5.205.868.857 đồng đạt 98,7%.

Tổng chi ngân sách tính đến ngày 31/12/2018: 11.574.144.522 đồng.
Thu nhập bình quân đầu người đạt 43.466.000đ/người/năm đạt 106,01% so kế hoạch (KH 41.000.000đ).
Dân số: Theo thống kê thống kê dân số toàn xã Tân An năm 2019 có 10.269 người. Trong đó, nữ có 5.206 người (chiếm 50,70%), nam có 5.063 người (chiếm 49,30%).
Hiện tại, xã Tân An có 9 trường học:
- 1 trường THPT Dương Háo Học tại ấp Tân Tiến cặp theo Tỉnh lộ 911
- 1 trường THCS Tân An tại ấp Trà Ốp cặp theo Tỉnh lộ 911
- 6 trường Tiểu học (TH): 
  - Trường TH Tân An A điểm ấp Tân An Chợ
  - Trường TH Tân An A điểm ấp Trà Ốp
  - Trường TH Tân An B điểm ấp Tân Trung
  - Trường TH Tân An B điểm ấp Đại An
  - Trường TH Tân An B điểm ấp Long Hội
  - Trường TH Tân An B điểm ấp Nhà Thờ
- 1 trường Mẫu giáo Tuổi Xuân thuộc Tỉnh lộ 911, ấp Tân An Chợ.[1]

## Giao thông
Giao thông bộ: Trên địa bàn xã Tân An có tuyến giao thông lớn là Tỉnh lộ 911 và Hương lộ 2 tạo điều kiện thuận lợi cho xã giao lưu phát triển kinh tế - văn hoá – xã hội với các xã, thị trấn trong huyện và bên ngoài. Ngoài ra trên địa bàn toàn xã còn có các tuyến giao thông nông thôn 8/8 ấp đều được bê tông hóa đảm bảo xe 2 bánh lưu thông đến trung tâm xã dễ dàng trong cả hai mùa mưa nắng. Hệ thống giao thông của xã thời gian qua tuy đã phát triển, nhưng trong tương lai cần đầu tư mạnh để phát triển hệ thống giao thông đảm bảo phục vụ cho nhân dân lưu thông và vận chuyển hàng hoá ngày càng tăng.
Giao thông thủy: Xã Tân An có hệ thống mạng lưới sông ngòi và kênh dày đặc thuận lợi cho việc phát triển sản xuất nông nghiệp.